# Стюарт, Уильям Тодд
Уи́льям Тодд Стю́арт (англ. William Todd Stewart; 29 апреля 1910 — дата смерти неизвестна), также известный как Ви́лли Стю́арт — шотландский футболист, нападающий.

## Футбольная карьера
Уроженец Глазго, Уильям Стюарт выступал за шотландские команды «Шеттлстон Джуниорс» и «Кауденбит».
В ноябре 1932 года стал игроком «Манчестер Юнайтед» за 2350 фунтов стерлингов. Переход состоялся при помощи секретаря (эквивалент главного тренера тех времён) «Манчестер Юнайтед» Скотт Дункан, ранее работавшего со Стюартом в «Кауденбите». Дебют Стюарта в основном составе «Юнайтед» состоялся 19 ноября 1932 года в матче Второго дивизиона против «Фулхэма». Он провёл в составе «Манчестер Юнайтед» два сезона, сыграв за клуб 49 матчей (46 в лиге и 3 — в Кубке Англии) и забив 7 голов. Ближе к концу сезона  1933/34, когда «команде требовались деньги на покупку игроков, способных забивать голы», Стюарт и Чарли Магилливри были проданы в «Мотеруэлл». Это произошло весной 1934 года.
В марте 1934 года Стюарт начал выступать за «Мотеруэлл».
22 сентября 1937 года сыграл за сборную Футбольной лиги Шотландии в товарищеском матче против Футбольной лиги Англии на стадионе«Айброкс».